# Данилович, Ольга
Ольга Данилович (серб. Олга Даниловић; родилась 23 января 2001 года, Белград, Югославия) — сербская теннисистка; победительница четырёх турниров WTA (два в одиночном разряде); победительница трёх юниорских турниров Большого шлема в парном разряде.

## Общая информация
Дочь известного баскетболиста Предрага Даниловича и Светланы (в девичестве Радошевич) — репортёра на сербском радио и телевидении.
Начала играть в теннис в шесть лет. Любимая поверхность — хард.

## Спортивная карьера

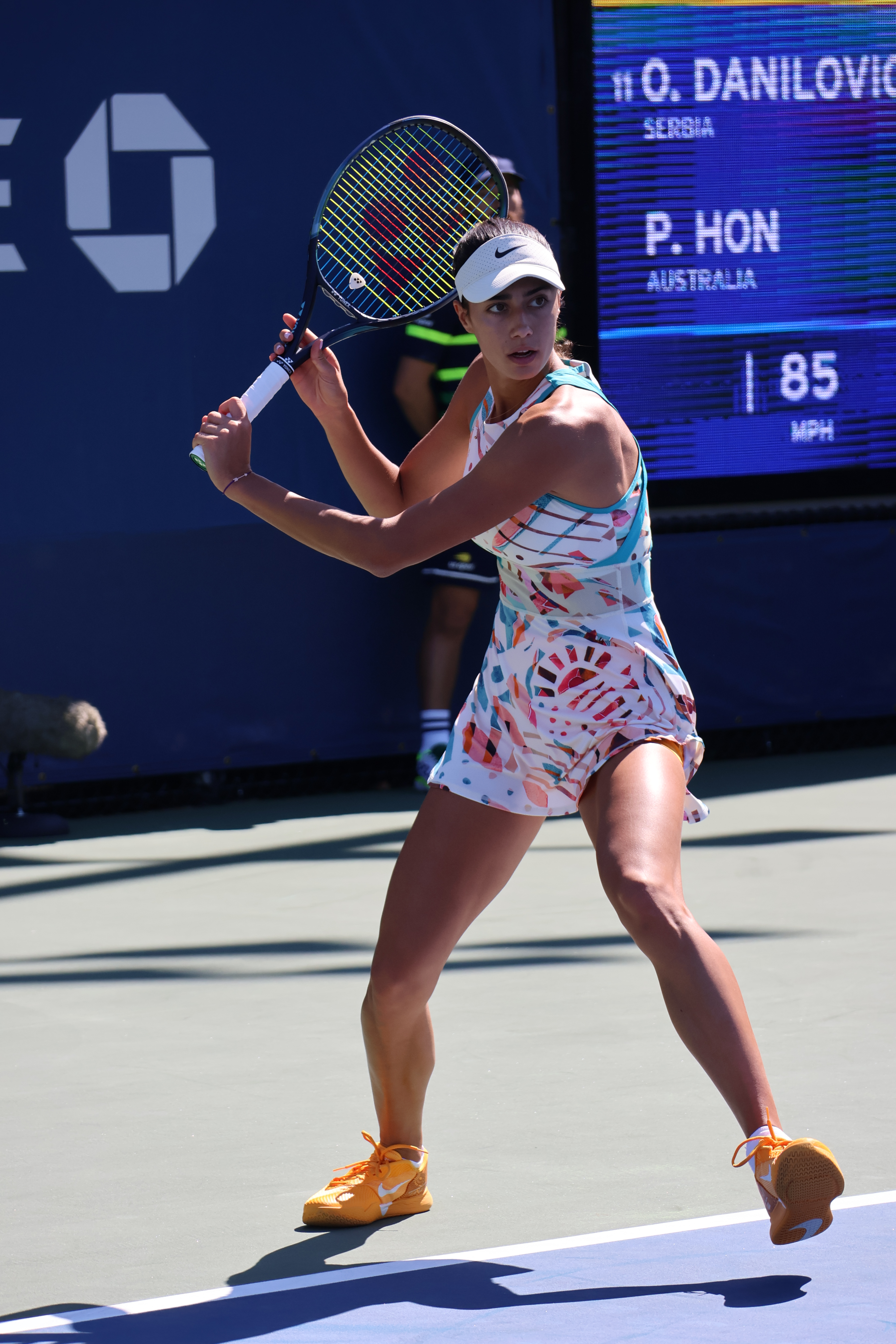
На Открытом чемпионате США 2023 года

Данилович проявила себя на юниорском этапе карьеры. Она смогла выиграть три титула на юниорских турнире серии Больших шлемах: в 2016 году с Паулой Ариас Манхон на Ролан Гаррос, в 2017 году с Кайей Юван на Уимблдоне и Мартой Костюк в США. Максимально она поднималась до пятой строчки юниорского рейтинга и окончательно перешла на профессиональный уровень в 2018 году.
Первый матч на взрослом уровне сыграла ещё в 2015 году, а первых титулов добилась в цикле ITF в Турции в ноябре 2016 года, став победительницей сразу в одиночном и парном розыгрышах турнира. В феврале 2018 года Данилович дебютировала за сборную Сербии в отборочном раунде Кубка Федерации и смогла выиграть три одиночных матча, включая победу над 15-й ракеткой мира Анастасией Севастовой (6-2, 6-4) из Латвии. В марте Данилович выиграла 25-тысячник цикла ITF в Италии, а в июле ей покорился уже 60-тысячник в Германии. 29 июля 2018 года Данилович выиграла свой первый титул WTA в карьере, победив в финале грунтового турнира в Москве в трёх сетах Анастасию Потапову (7-5, 6-7, 6-4). До этого в 1/4 финала она впервые обыграла представительницу топ-10 — Юлию Гёргес (6-3, 6-3). Для Ольги Данилович это было первое выступление в основной сетке турнира WTA, при этом попала Ольга в неё в качестве лаки-лузера, имея наивысшим достижением в карьере на тот момент 187 место в рейтинге женщин WTA. 17-летняя сербка стала первым «лаки-лузером» в женском теннисе, завоевавшим титул на турнире WTA в одиночном разряде. Кроме того, она — первая чемпионка турнира WTA, родившаяся после 2000 года. В сентябре Данилович удалось выиграть и парный титул WTA на турнире в Ташкенте в дуэте с Тамарой Зиданшек из Словении. В октябре она впервые поднялась в топ-100 одиночного рейтинга.
В 2019 году Данилович провела в основном на уровне второй сотни игроков. Трижды она безуспешно пыталась через квалификацию попасть на турнир серии Большого шлема. В сентябре удалось выиграть 60-тысячник из цикла ITF в Швейцарии. В феврале 2021 года с седьмой попытки Данилович прошла квалификационный отбор на Большой шлем, доиграв до второго раунда на Открытом чемпионате Австралии. В марте того же года она сыграла в парном финале на турнире в Лионе в партнёрстве с Эжени Бушар. В июле вышла в четвертьфинал турниров в Будапеште и Палермо. На Открытом чемпионате США Данилович второй раз прошла квалификацию. Она вышла во второй раунд, но снялась в итоге с турнира, не сыграв матч с Наоми Осакой.
В 2022 году Данилович пропустила начало сезона и приступила к играм в мае. Она прошла три раунда квалификации и попала на Открытый чемпионат Франции, где прошла во второй раунд. В июле ей удалось хорошо сыграть на грунтовом турнире в Лозанне. В одиночном разряде с учётом квалификации выиграла шесть матчей подряд и вышла в финал, в котором уступила Петре Мартич. В парном разряде Данилович завоевала титул в дуэте с Кристиной Младенович после отказа от участия в финале их соперниц: Тамары Зиданшек и Ульрикке Эйкери. Ещё один титул в парном разряде она выиграла совместно с Элизабеттой Коччаретто в младшей серии WTA 125, в сентябре, на турнире в Бари (Италия).
В феврале 2023 года Данилович в партнёрстве с россиянкой Александрой Пановой вышла в парный финал в Лионе. В мае она смогла выиграть 100-тысячник ITF в Мадриде. На кортах Ролан Гаррос она впервые вышла в третий раунд Большого шлема, начав свой путь с квалификации. После этого она на месяц вернула место в первой сотни рейтинга. В июле Данилович победила на турнире уровня WTA 125 в Бостаде. Но после этого до конца сезона сыграла только три матча, в которых проиграла.
В 2024 году Данилович выиграла три матча квалификации и попала на Ролан Гаррос. В основной сетке она выиграла ещё три матча, в том числе во втором раунде у № 10 в мире  Даниэль Коллинз (6-7, 7-5, 6-4). Впервые оказавшись в четвёртом раунде в серии Большого шлема, Данилович проиграла матч за выход в 1/4 финала Маркете Вондроушовой (4-6, 2-6). В июле вышла в полуфинал турнира в Яссах. В октябре подряд смогла выиграть 100-тысячник ITF в Испании,  а затем 27 октября 2024 года на турнире WTA 250 в Гуанчжоу завоевала свой второй титул в основном туре в одиночном разряде, переиграв в финале американку Кэролайн Доулхайд. Впервые в карьере по итогам сезона Данилович заняла место в топ-100 одиночного рейтинга, заняв 53-ю позицию.
На Открытом чемпионате Австралии 2025 года Данилович вышла в четвёртый раунд, сумев в третьем выбить с турнира шестую ракетку мира на тот момент Джессику Пегулу (7-6, 6-1). В 1/4 финала её не пустила Паула Бадоса (1-6, 6-7). Результат в Австралии позволил Данилович впервые подняться в топ-50 мирового рейтинга.

## Итоговое место в рейтинге WTA по годам
| Год  | Одиночный рейтинг | Парный рейтинг |
| 2024 | 53                | 830            |
| 2023 | 116               | 349            |
| 2022 | 150               | 142            |
| 2021 | 131               | 258            |
| 2020 | 183               | 434            |
| 2019 | 187               | 240            |
| 2018 | 103               | 167            |
| 2017 | 465               | 689            |

## Выступления на турнирах

### Финалы турнировWTAв одиночном разряде (4)

#### Победы (2)
| Легенда:                      |
| ----------------------------- |
| Турниры Большого шлема (0)*   |
| Олимпиада (0)                 |
| Итоговый турнир WTA (0)       |
| Premier 5 / WTA 1000 (0)      |
| Premier / WTA 500 (0)         |
| International / WTA 250 (2+2) |

| Титулы по покрытиям | Титулы по месту проведения матчей турнира |
| ------------------- | ----------------------------------------- |
| Хард (1+1)*         | Зал (0)                                   |
| Грунт (1+1)         | Зал (0)                                   |
| Трава (0)           | Открытый воздух (2+2)                     |
| Ковёр (0)           | Открытый воздух (2+2)                     |

* количество побед в одиночном разряде + количество побед в парном разряде.
| №  | Дата            | Турнир          | Покрытие | Соперница в финале | Счёт           |
| 1. | 29 июля 2018    | Москва, Россия  | Грунт    | Анастасия Потапова | 7-5 6-7(1) 6-4 |
| 2. | 27 октября 2024 | Гуанчжоу, Китай | Хард     | Кэролайн Доулхайд  | 6-3 6-1        |

#### Поражения (2)
| №  | Дата           | Турнир             | Покрытие    | Соперница в финале | Счёт       |
| 1. | 17 июля 2022   | Лозанна, Швейцария | Грунт       | Петра Мартич       | 4-6 2-6    |
| 2. | 20 апреля 2025 | Руан, Франция      | Грунт (зал) | Элина Свитолина    | 4-6 6-7(8) |

### Финалы турнировWTA 125иITFв одиночном разряде (12)

#### Победы (9)
| Легенда:                    |
| --------------------------- |
| WTA 125 (2+1)*              |
| 100.000 USD (2)             |
| 80.000 (75.000)** USD (0)   |
| 60.000 (50.000)** USD (2)   |
| 25.000 USD (1)              |
| 15.000 (10.000)** USD (2+1) |

** призовой фонд до 2017 года
| Титулы по покрытиям | Титулы по месту проведения матчей турнира |
| ------------------- | ----------------------------------------- |
| Хард (1)*           | Зал (0)                                   |
| Грунт (8+2)         | Зал (0)                                   |
| Трава (0)           | Открытый воздух (9+2)                     |
| Ковёр (0)           | Открытый воздух (9+2)                     |

* количество побед в одиночном разряде + количество побед в парном разряде.
| №  | Дата            | Турнир                         | Покрытие | Соперница в финале         | Счёт           |
| 1. | 20 ноября 2016  | Анталья, Турция                | Грунт    | Вивьен Жухажова            | 6-2 6-3        |
| 2. | 26 марта 2017   | Анталья, Турция                | Грунт    | Юлия Грабхер               | 6-3 6-2        |
| 3. | 25 марта 2018   | Пула, Италия                   | Грунт    | Федерика ди Сарра          | 6-4 6-3        |
| 4. | 15 июля 2018    | Ферсмольд, Германия            | Грунт    | Лаура Зигемунд             | 5-7 6-1 6-3    |
| 5. | 8 сентября 2019 | Монтрё, Швейцария              | Грунт    | Юлия Грабхер               | 6-2 6-3        |
| 6. | 21 мая 2023     | Мадрид, Испания                | Грунт    | Сара Соррибес Тормо        | 6-2 6-3        |
| 7. | 16 июля 2023    | Бостад, Швеция                 | Грунт    | Эмма Наварро               | 7-6(4) 3-6 6-3 |
| 8. | 13 октября 2024 | Корнелья-де-Льобрегат, Испания | Хард     | Аранча Рус                 | 6-2 6-0        |
| 9. | 30 марта 2025   | Анталья, Турция                | Грунт    | Виктория Хименес Касинцева | 6-2 6-3        |

#### Поражения (3)
| №  | Дата            | Турнир                         | Покрытие | Соперница в финале | Счёт        |
| 1. | 4 ноября 2017   | Сан-Кугат-дель-Вальес, Испания | Грунт    | Марта Пайгина      | 6-2 4-6 3-6 |
| 2. | 26 ноября 2017  | Валенсия, Испания              | Грунт    | Ирина Мария Бара   | 7-5 4-6 0-6 |
| 3. | 11 августа 2019 | Хехинген, Германия             | Грунт    | Барбара Хаас       | 2-6 1-6     |

### Финалы турнировWTAв парном разряде (4)

#### Победы (2)
| №  | Дата             | Турнир              | Покрытие | Партнёрша           | Соперницы в финале                    | Счёт     |
| 1. | 29 сентября 2018 | Ташкент, Узбекистан | Хард     | Тамара Зиданшек     | Ирина-Камелия Бегу Йоана Ралука Олару | 7-5 6-3  |
| 2. | 17 июля 2022     | Лозанна, Швейцария  | Грунт    | Кристина Младенович | Тамара Зиданшек Ульрикке Эйкери       | Без игры |

#### Поражения (2)
| №  | Дата           | Турнир            | Покрытие   | Партнёрша         | Соперницы в финале           | Счёт           |
| 1. | 7 марта 2021   | Лион, Франция     | Хард (зал) | Эжени Бушар       | Виктория Кужмова Аранча Рус  | 6-3 5-7 [7-10] |
| 2. | 5 февраля 2023 | Лион, Франция (2) | Хард (зал) | Александра Панова | Кристина Букса Бибиана Схофс | 6-7(5) 3-6     |

### Финалы турнировWTA 125иITFв парном разряде (6)

#### Победы (2)
| №  | Дата             | Турнир          | Покрытие | Партнёрша            | Соперницы в финале             | Счёт    |
| 1. | 20 ноября 2016   | Анталья, Турция | Грунт    | Берфу Ченгиз         | Таисия Мордергер Яна Мордергер | 6-4 6-4 |
| 2. | 11 сентября 2022 | Бари, Италия    | Грунт    | Элизабетта Кочаретто | Эва Веддер Андреа Гамис        | 6-2 6-3 |

#### Поражения (4)
| №  | Дата            | Турнир                         | Покрытие | Партнёрша                         | Соперницы в финале             | Счёт           |
| 1. | 4 ноября 2017   | Сан-Кугат-дель-Вальес, Испания | Грунт    | Гиумар Маристани Сулета де Реалес | Рената Сарасуа Луиза Стефани   | 1-6 4-6        |
| 2. | 15 июля 2018    | Ферсмольд, Германия            | Грунт    | Нина Стоянович                    | Пемра Озген Деспина Папамихаил | 6-1 2-6 [4-10] |
| 3. | 11 августа 2019 | Хехинген, Германия             | Грунт    | Хеорхина Гарсия Перес             | Лина Джёрческа Кристина Дину   | 6-4 5-7 [7-10] |
| 4. | 5 июня 2022     | Макарска, Хорватия             | Грунт    | Александра Крунич                 | Тена Лукас Далила Якупович     | 7-5 2-6 [5-10] |